# The Photogram

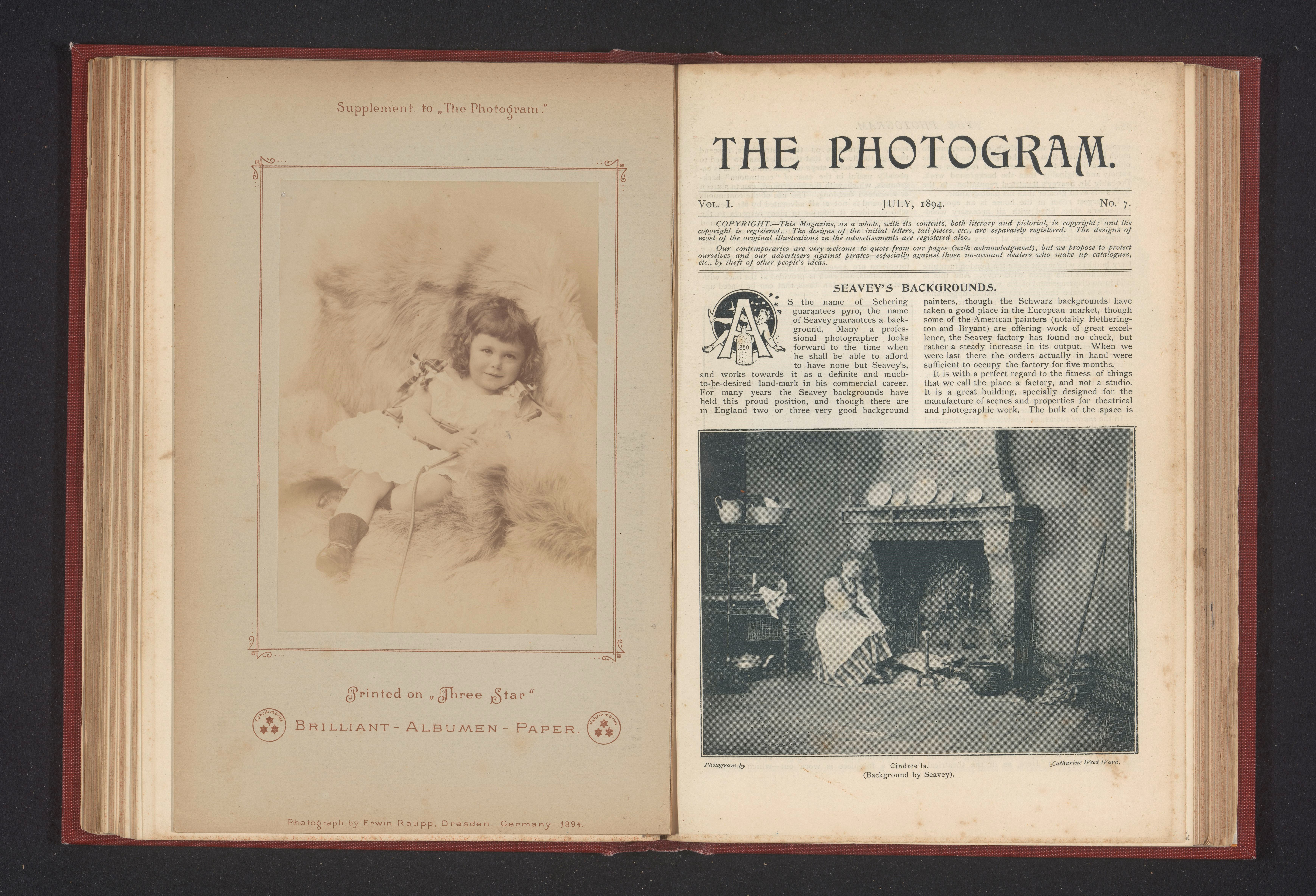
Časopis The Photogram

The Photogram (1894–1920) byl fotografický časopis vydávaný ve Spojeném království s vydáním tištěným v Americe.

## Publikace
Dva zakladatelé časopisu The Photogram byli Henry Snowden Ward a významná americká feministická fotografka Catharine Weed Barnesová, kteří si vzali v roce 1893. Catharine se narodila v Albany a fotografkou se stala v roce 1886, o čtyři roky později se stala redaktorkou časopisu American Amateur Photographer a přispívala do sloupku nazvaného „Práce žen“. Ward se narodil v Bradfordu, kde v roce 1884 spolupracoval se společností Percy Lund & Co., a pro ně v roce 1890 založil  a redigoval časopis The Practical Photographer, který opustil, když spolu pár založil The Photogram, který v Londýně vydávali Dawbarn a Ward, který pokračoval až do roku 1920.
Oba manželé pečlivě trvali na výrazu „Photogram“ v názvu magazínu a mnoha dalších užití slova, což bylo výsledkem jejich přesvědčení, že etymologie „fotografie“ vyžaduje, aby slovo „fotografovat“ bylo sloveso, a že produkt aktu fotografování byl fotogram, stejně jako se „telegrafuje“ „telegram“. Od roku 1906 to vypadalo, že se od běžného zvyku odklonili a přejmenovali Photogram na The Photographic Monthly (Fotografický měsíčník); „Fotogram“ od té doby znamená formu fotografie bez použití fotoaparátu.

## Formát a obsah
Měsíčník vycházel vstříc pokročilým amatérům i profesionálům a propagoval piktorialismus, který se objevil v 90. letech 19. století, a uměleckou fotografii, mimo jiné s příspěvky od Francise Meadowa Sutcliffa, člena The Linked Ring , a dalších významných autorů. Každé číslo mělo asi 24 stran o rozměrech asi 15 × 23 cm a běžným prvkem byl doplněk celostránkových fotografií tištěných ve vysoké kvalitě; byl o něco menší než stránky jeho současníka British Journal of Photography a dalších raných fotografických časopisů. Jako příklad obsahu časopisu, vydání z března 1895 obsahovalo články o Henry Peach Robinsonovi (str. 65–72) a stručnou biografii skotského umělce J. Trailla Taylora, zakladatele Edinburgh Photographic Society a redaktora British Journal of Photography, který měl zemřít na úplavici na Floridě později v listopadu (str. 57–58). Tyto články byly doprovázeny portréty obou mužů a recenzemi jejich knih; Tvorba obrázků fotografií od H. P. Robinsona a Optika fotografie a fotografické objektivy od J. Trailla Taylora. Obrazová příloha byla věnována fotomikrografické práci skotského mikrobiologa A. H. Bairda.

## Další tituly

### The American Photogram
The Photogram byl současně publikován v Americe jako The American Photogram s americkou sekcí „s nejnovějšími domácími zprávami“, kterou editoval F. J. Harrison, s vlastním číslováním.

### The Process Photogram
Vzhledem k vlastnímu zájmu Warda a Barnesové o rostoucí průmysl fotomechanické reprodukce a stále více i kohorty jejich čtenářů přidali malý doplněk k této technologii. V roce 1896 se zvětšil a byl vydáván jako samostatný obchodní žurnál The Process Photogram.

### The Photographic Monthly
Po roce 1906 byl Photogram přejmenován a pokračoval jako The Photographic Monthly.

### ZpravodajPhotogram
Existuje nesouvisející nedávný titul, také The Photogram, což je zpravodaj Michigan Photographic Historical Society, vydávaný čtvrtletně od roku 1972.